# Михайло-Коцюбинское
Миха́йло-Коцюби́нское (укр. Миха́йло-Коцюби́нське) — посёлок в Черниговском районе Черниговской области Украины, административный центр Михайло-Коцюбинской поселковой общины. Протекает река Вереб.

## История
В 1782 году село Козёл стало центром Козлянской волости Черниговского уезда Черниговской губернии Российской империи.
В ходе Великой Отечественной войны селение было оккупировано немецкими войсками, 20 сентября 1943 года — освобождено советскими войсками. С 1960 года Михайло-Коцюбинское — посёлок городского типа.
В 1974 году здесь действовали ватиновый цех Черниговской галантерейной фабрики и инкубаторно-птицеводческая станция.
В январе 1989 года численность населения составляла 3529 человек.
В июле 1995 года Кабинет министров Украины утвердил решение о приватизации находившегося здесь отделения райсельхозтехники.
По состоянию на 1 января 2013 года численность населения составляла 2934 человек.

## Транспорт
Посёлок находится в 5 км от ж.-д. станции Левковичи (на линии Овруч - Чернигов) Юго-Западной железной дороги.

## Власть
Орган местного самоуправления — Михайло-Коцюбинский поселковый совет. Почтовый адрес: 15552, Черниговская обл., Черниговский р-н, пгт Михайло-Коцюбинское, ул. Шевченко, 41, тел. 68-15-50.

## Известные уроженцы
- Эллан-Блакитный, Василий Михайлович — украинский советский писатель, общественный деятель, революционер.
- Одноворченко,  Степан Савельевич — командир эскадрильи 448-го штурмового авиационного полка 281-й штурмовой авиационной дивизии 13-й воздушной армии Ленинградского фронта, майор. Герой Советского Союза.
- Яков Руденок — Герой Советского Союза.
- Шкаруба, Константин Фёдорович — Герой Советского Союза.
- Александр Ефимович Зубок ( Май 1893 — 9 сентября 1937) — военный деятель, участник Первой мировой войны, Гражданской войны. Командир и военный комиссар 30-й Иркутской стрелковой дивизии имени ВЦИК (с января 1935 г.). Комбриг (1935)

## Галерея

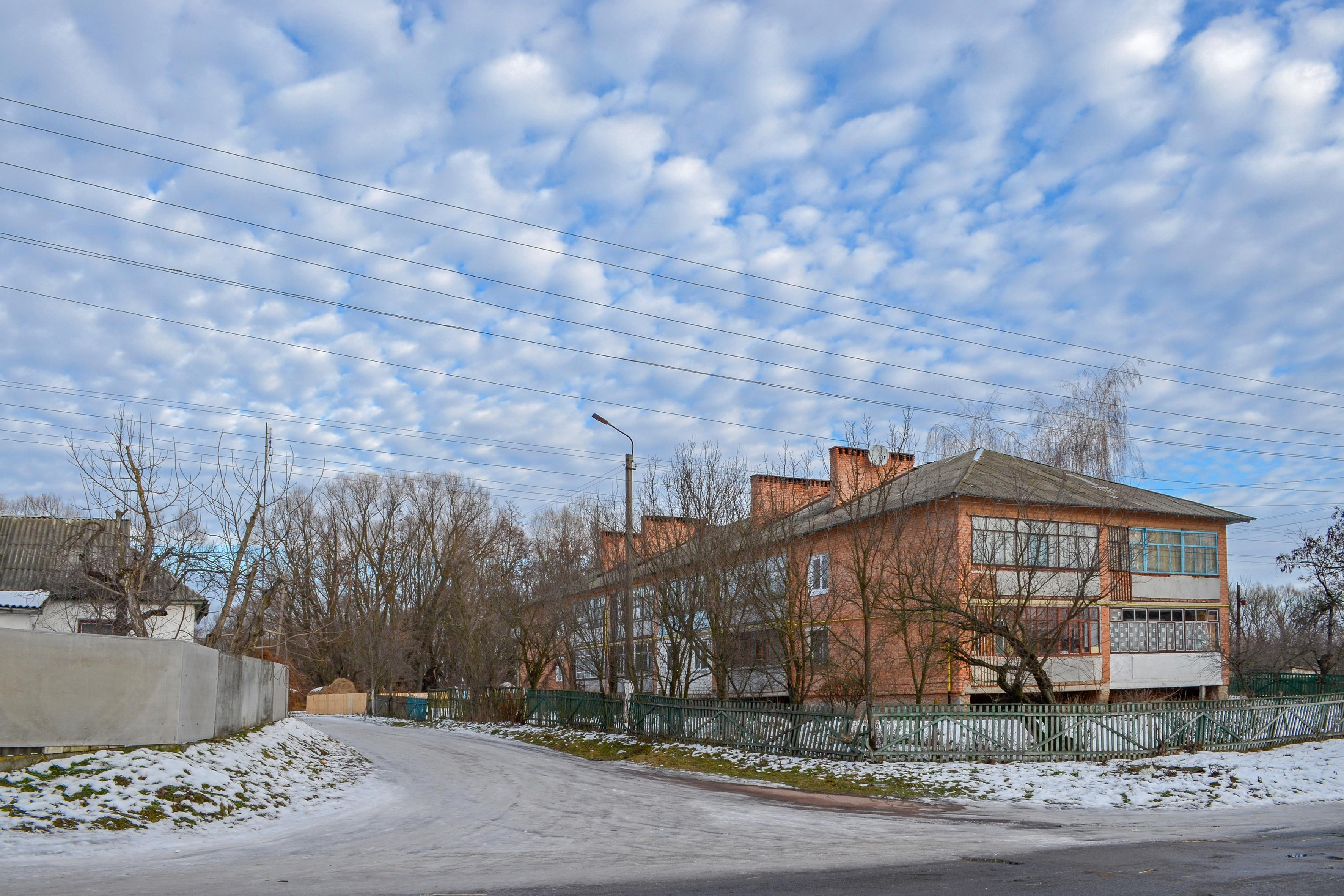
На улице посёлка
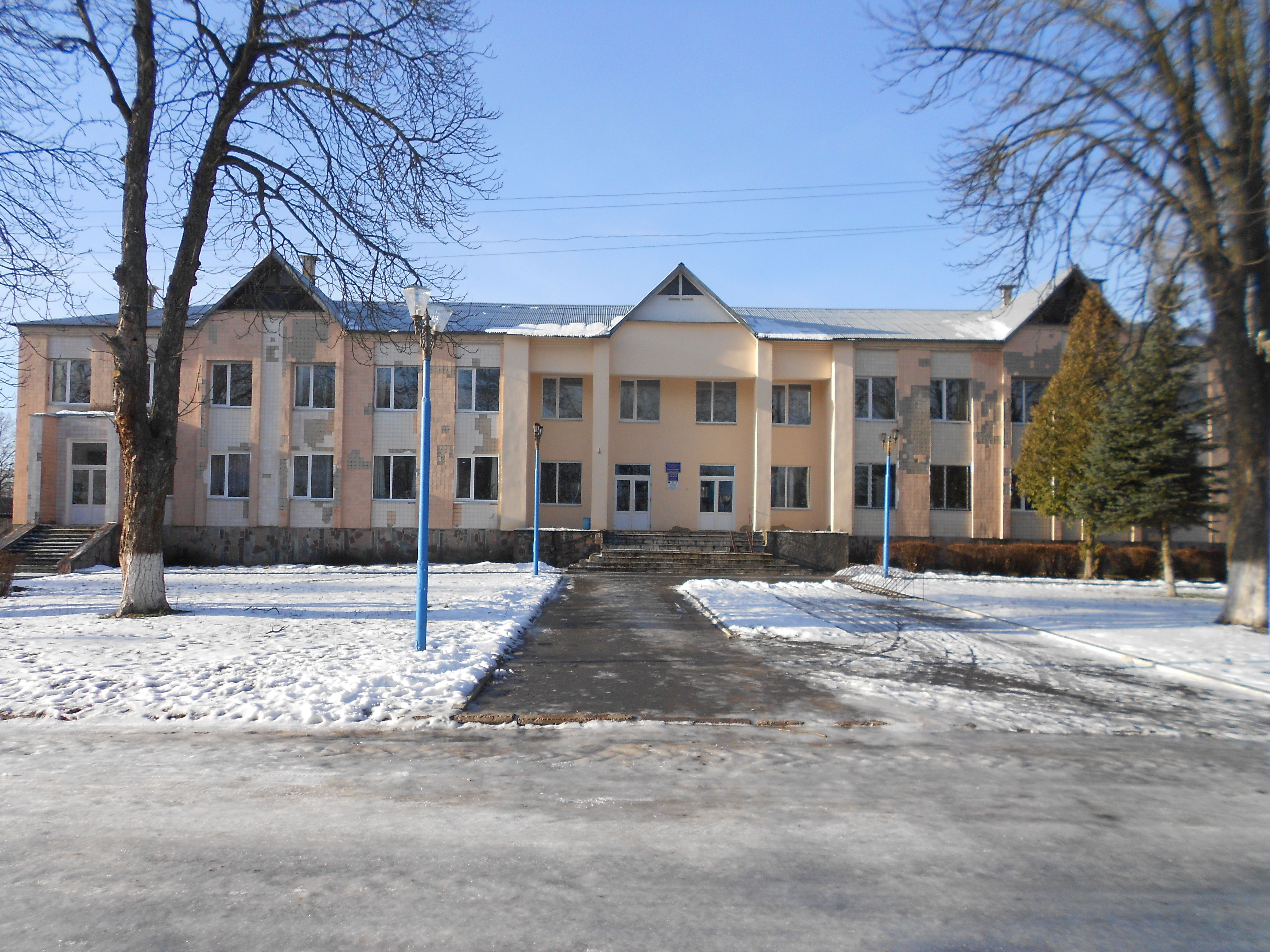
Больница
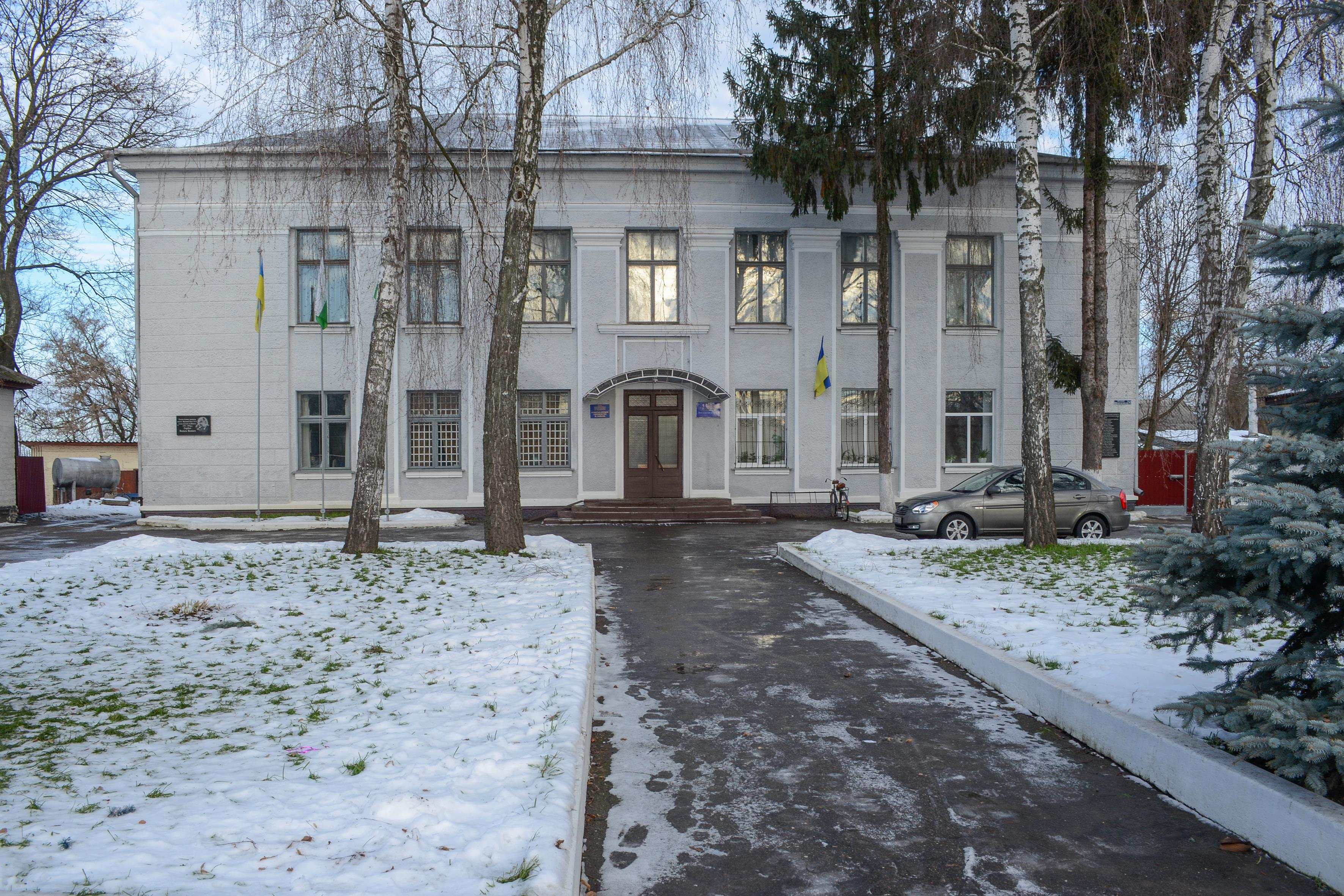
Поселковая рада
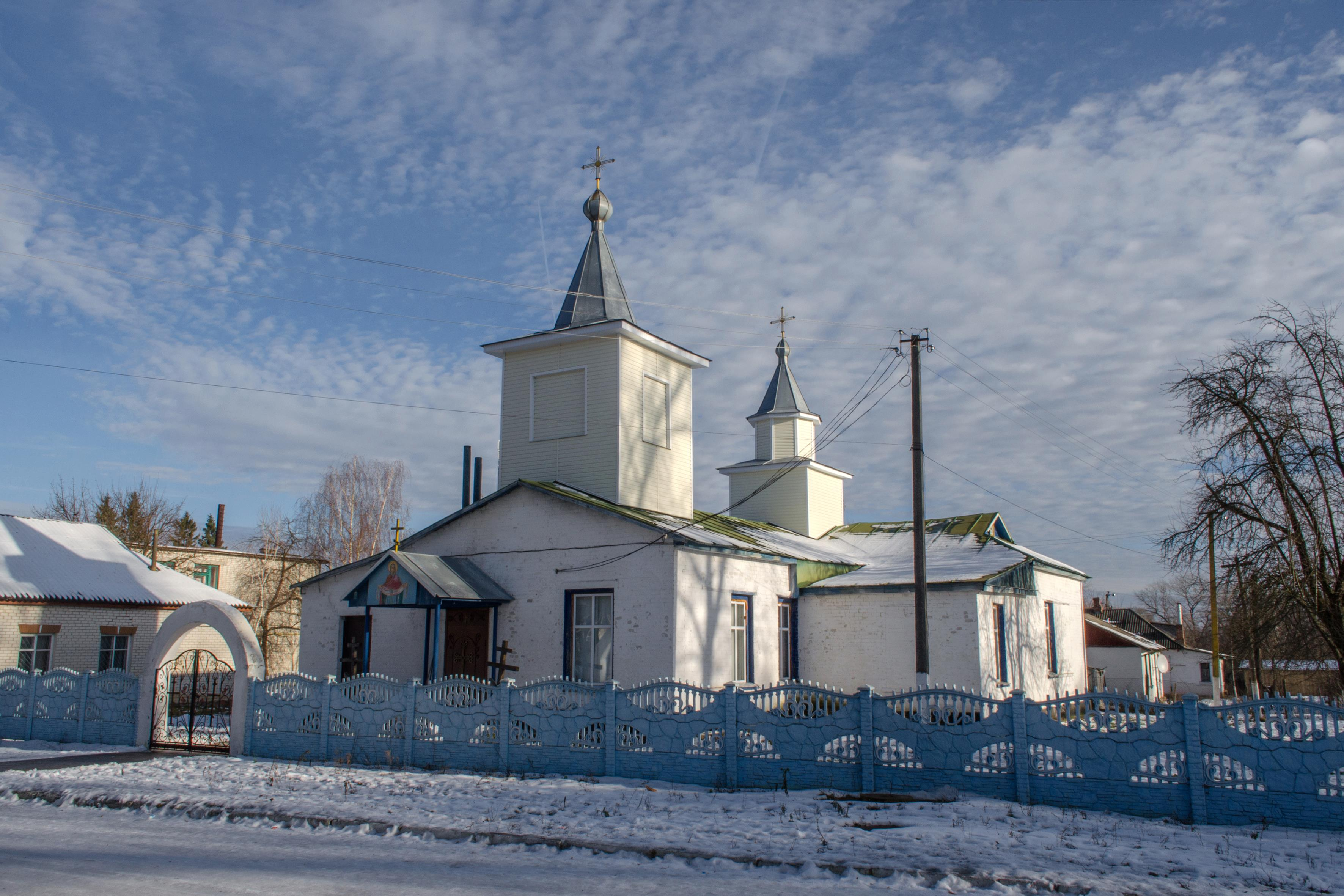
Церковь